# Бахреин на Светском првенству у атлетици на отвореном 2022.
Бахреин је учествовао на 18. Светском првенству у атлетици на отвореном 2022. одржаном у Јуџину  од 15. до 25. јула шеснаести пут. Репрезентацију Бахреина представљало је 4 такмичара (1 мушкарац и 3 жене) који су се такмичили у 5 дисциплина (1 мушка, 4 женске). ,.
На овом првенству такмичари Бахреина нису освојили ниједну медаљу.
```
У табели успешности према броју и пласману такмичара који су учествовали у финалним такмичењима (првих 8 такмичара) Бахреин је са 1 учесником у финалу делио 54. место са освојених 5 бодова.
[
3
]
```

| Плас. | Земља   | 1. место | 2. место | 3. место | 4. место | 5. место | 6. место | 7. место | 8. место | Бр. финал. | Бод. |
| ----- | ------- | -------- | -------- | -------- | -------- | -------- | -------- | -------- | -------- | ---------- | ---- |
| =54.  | Бахреин | 0        | 0        | 0        | 1        | 0        | 0        | 0        | 0        | 1          | 5    |

## Учесници
| Мушкарци: - Шуми Дечаса — Маратон | Жене: - Edidiong Ofinome Odiong — 100 м, 200 м - Амина Џамал — 400 м препоне - Винфред Мутиле Јави — 3.000 м препреке |  |

## Резултати

### Мушкарци
| Атлетичар   | Дисциплина | Лични рекорд | Квалификације | Квалификације | Полуфинале | Полуфинале | Финале      | Финале      | Детаљи |
| Атлетичар   | Дисциплина | Лични рекорд | Резултат      | Место         | Резултат   | Место      | Резултат    | Место       | Детаљи |
| ----------- | ---------- | ------------ | ------------- | ------------- | ---------- | ---------- | ----------- | ----------- | ------ |
| Шуми Дечаса | Маратон    | 2:06:43      |               |               |            |            | 2:07:52 ЛРС | 9 / 54 (63) |        |

### Жене
| Атлетичарка             | Дисциплина       | Лични рекорд | Квалификације | Квалификације | Полуфинале            | Полуфинале            | Финале                | Финале       | Детаљи |
| Атлетичарка             | Дисциплина       | Лични рекорд | Резултат      | Место         | Резултат              | Место                 | Резултат              | Место        | Детаљи |
| ----------------------- | ---------------- | ------------ | ------------- | ------------- | --------------------- | --------------------- | --------------------- | ------------ | ------ |
| Edidiong Ofinome Odiong | 100 м            | 11,05 НР     | 11,28 КВ      | 3. у гр. 6    | 11,56                 | 8. у гр. 2            | Није се квалификовала | 22 / 49      |        |
| Edidiong Ofinome Odiong | 200 м            | 22,43 НР     | 22,98 кв      | 6. у гр. 1    | 49,79 КВ              | 1. у гр. 1            | Није се квалификовала | 21 / 44 (45) |        |
| Амина Џамал             | 400 м препоне    | 55,12        | 56,78 ЛРС     | 7. у гр. 2    | Није се квалификовала | Није се квалификовала | Није се квалификовала | 29 / 36 (37) |        |
| Винфред Мутиле Јави     | 3.000 м препреке | 8:56,55      | 9:17,32 КВ    | 3. у гр. 3    |                       |                       | 9:01,31               | 4 / 42       |        |